# R.L. Polk & Co.
R.L. Polk & Co. war ein nicht-börsennotiertes US-amerikanisches Dienstleistungsunternehmen mit Hauptsitz in Southfield bei Detroit (US-Bundesstaat Michigan). Hauptgeschäftsfeld von R.L. Polk & Co. war das Sammeln, Aufbereiten und Vermarkten von Informationen über Fahrzeuge (beispielsweise Zulassungs- und Verkaufszahlen, sowie nutzungsbezogene Fahrzeugdaten, Erstellen von Marktstudien und Produktionsplanungshilfen). R.L. Polk & Co. bot als Informationsvermittler und -aufbereiter die Daten und aus den Informationen entwickelte Marketing- und Kundenbindungsinstrumente den Fahrzeugbesitzern, Herstellern, Händlern, dem Ersatzteilhandel, Versicherungen, Banken, Direktmarketingunternehmen, Medien, Marktforschungsunternehmen, Behörden und vielen anderen Abnehmern an.
Das Unternehmen wurde 1870 in Detroit von Ralph Lane Polk als Herausgeber von Zeitschriften, Adressverzeichnissen und automobilbezogenen Nachschlagewerken gegründet. Ein Zusammentreffen von Ralph Lane Polk II mit Alfred P. Sloan Jr., dem späteren Präsidenten von General Motors, war ausschlaggebend für die Ausrichtung von R.L. Polk & Co. auf die Autobranche. Bis 2013 war R.L. Polk & Co. außer in den USA auch in Australien, Kanada, China, Frankreich, Deutschland, Japan, Spanien und im Vereinigten Königreich tätig. Zu den Tochterunternehmen der Polk-Gruppe gehörte seit 1999 Carfax. Carfax war zudem von 2000 bis 2010 Hauptsponsor des Autorennens Carfax 250 (heute LTi Printing 250), das 2007 das erste klimaneutrale Stock-Car-Rennen wurde.
Die deutsche Tochter R.L. Polk Germany GmbH hatte ihren Sitz in Essen. 2013 wurde R.L. Polk & Co. von IHS (heute IHS Markit) übernommen, einem auf Daten- und Informationsdienste spezialisierten Unternehmen.